# Jornadas medievales de Briones

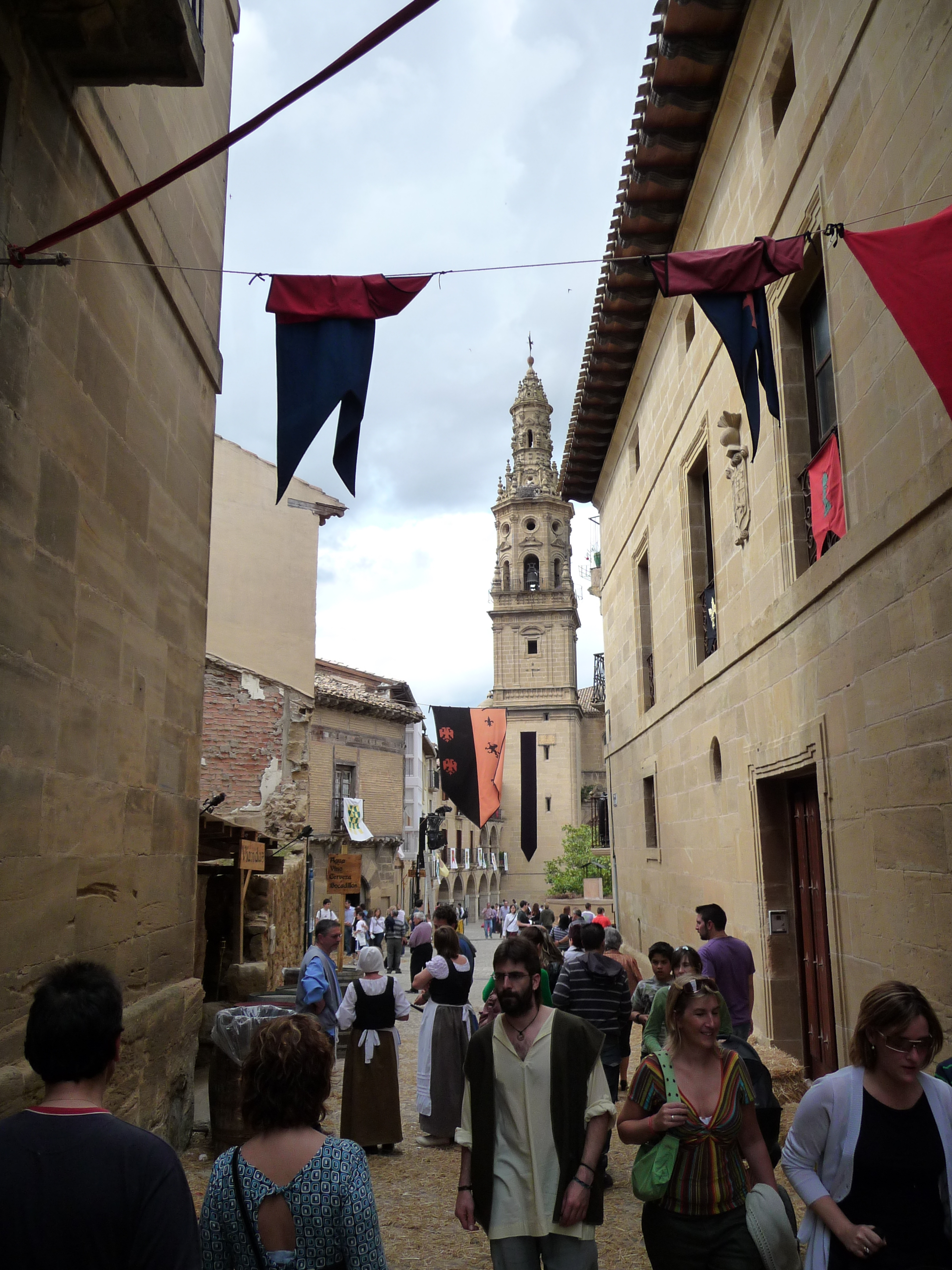
Vista de una de las calles.

Las jornadas medievales son una actividad que desde 1996 se realiza anualmente el sábado y domingo de la tercera semana de junio en la localidad de Briones en La Rioja (España). En ellas participa la gran mayoría de la población, ambientando el municipio en el siglo XIV para mostrar los diferentes oficios y actividades desaparecidos o en declive, además de como se resolvían los conflictos entre sus pobladores. En 2006 fue declarada de Interés Turístico Regional, y en 2012 fueron declaradas de Interés Turístico Nacional.

## Características

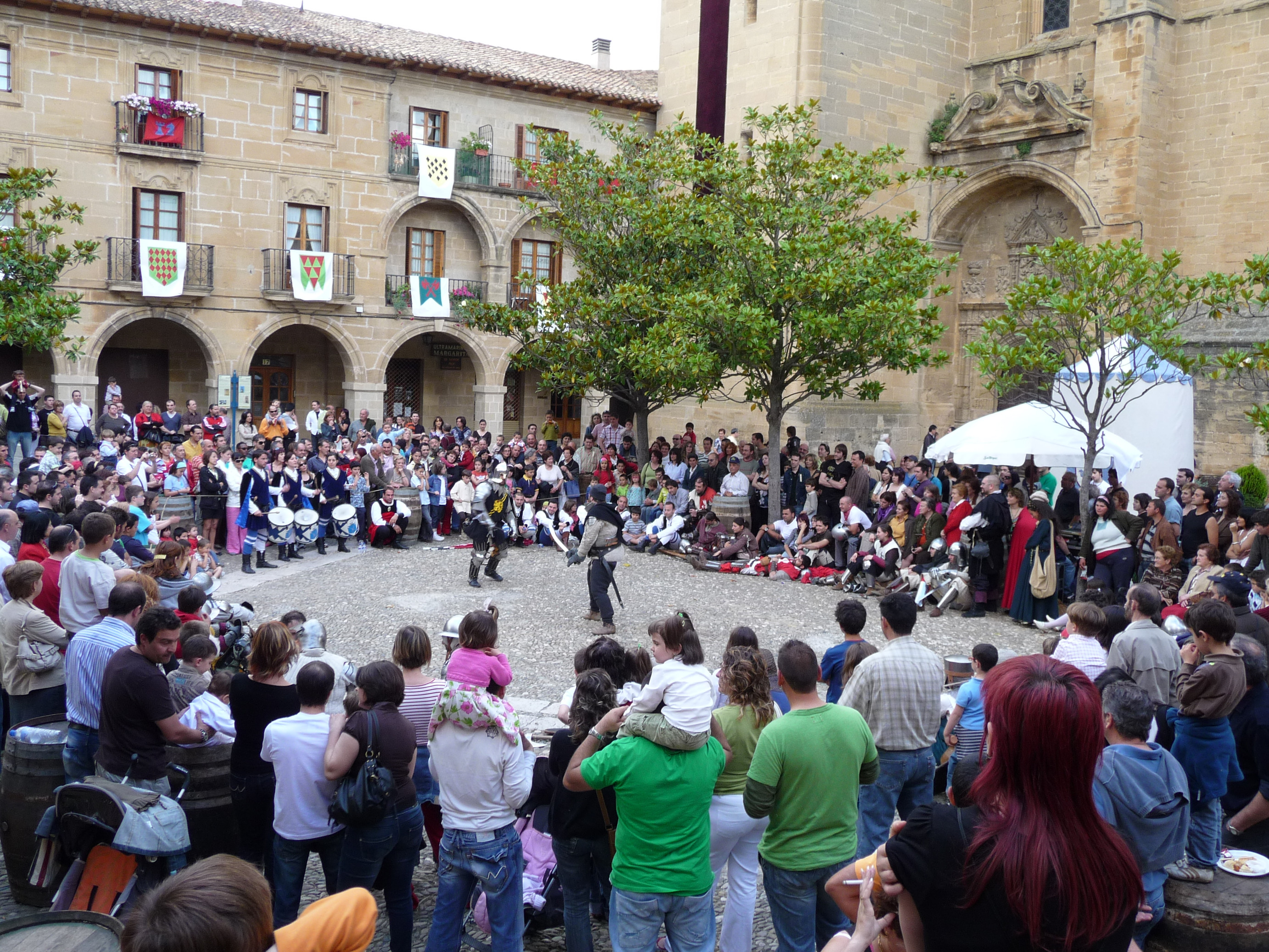
Pelea entre caballeros.

La localidad mantiene viviendas de sillería y suelo empedrado en muchas de sus calles, que durante las jornadas se ambientan con estandartes y escudos medievales. Unas setecientas personas ocupan las calles con diferentes vestimentas de la época, de las cuales unas seiscientas son de la localidad.
En todo su centro urbano se abren numerosos portales, en los que se dan muestras de los diferentes oficios de la época. En los restos del antiguo castillo se extiende un campamento de milicias; junto a la ermita del Cristo se realizan desafíos entre caballeros y exhibición de cetrería, además de poder practicar tiro con arco; en la plaza de España junto a la iglesia de la Asunción se representan peleas de caballeros (entre guerreros castellanos y navarros), danzas y espectáculos medievales (como compañías de abanderados).
Al caer la noche se representa un momento destacado en la historia de Briones. La firma de la Paz de Briones, ocurrida el 31 de marzo de 1379 entre Enrique II de Trastámara rey de Castilla y Carlos II de Navarra.

## Elementos representados

### Oficios

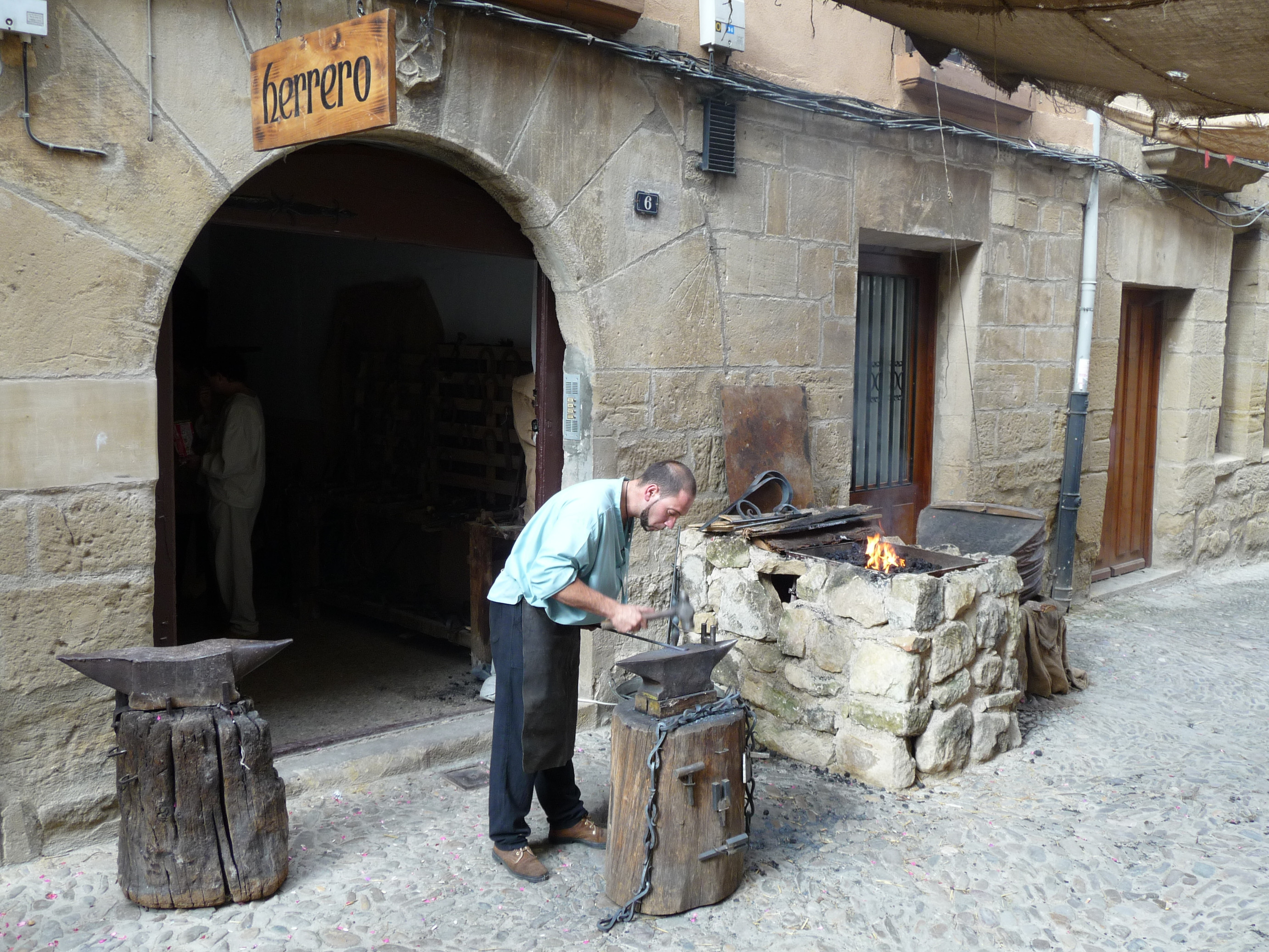
Herrero.

Tonelero, alfarero, carpintero, cantero, artesano del yeso, herrero, acuñador de moneda, platero, maese pintor, escribano, cetrero, quesero, molineros, reposteros, viandas, figón, destilador, curtidoras, alpargateras, hilanderas, bordadoras, telar, cesteras, jaboneras, copistas, guarnicionero, carreteros, injertador.

### Situaciones

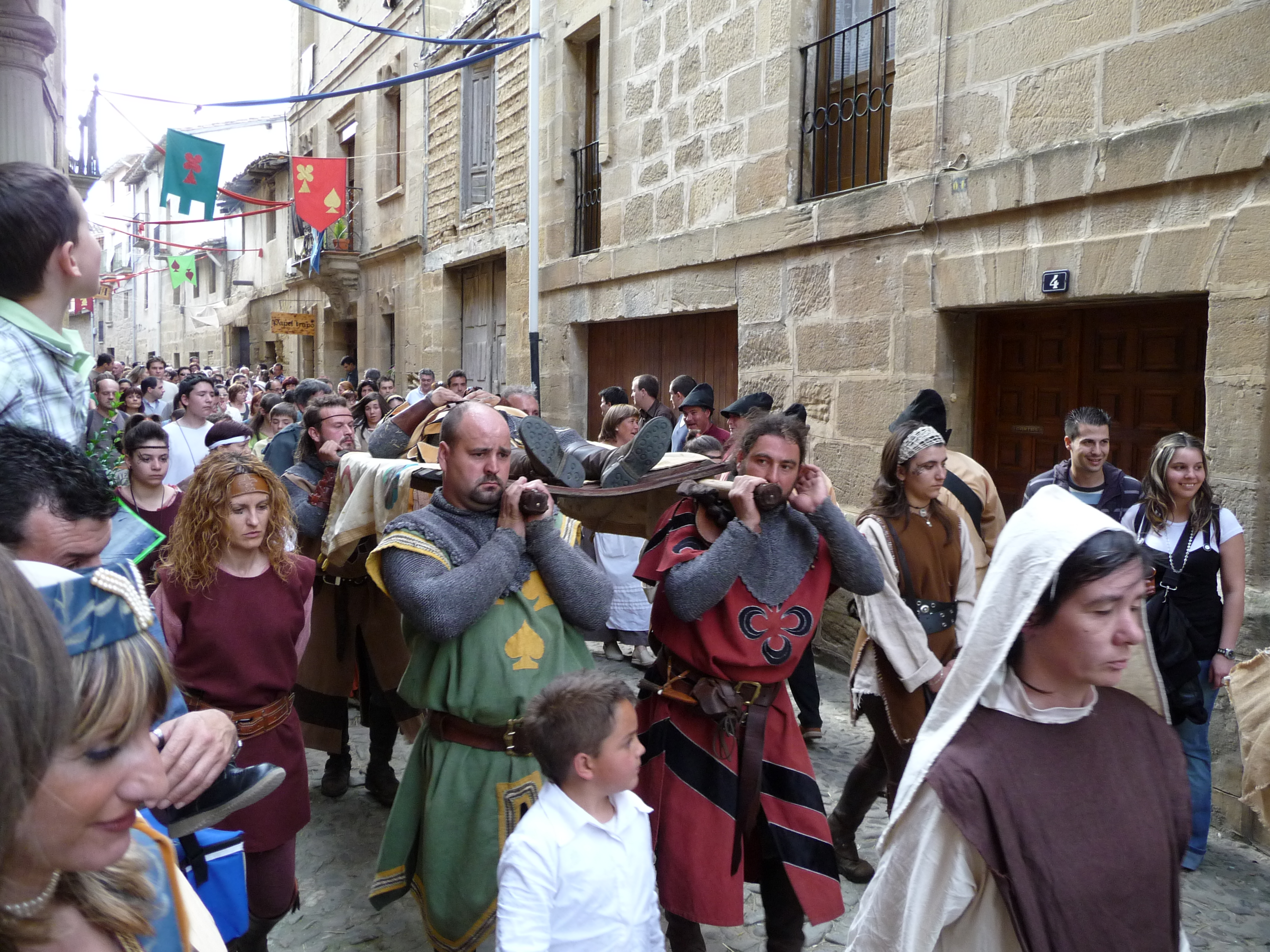
Entierro del conde Martín Lafita.

Durante el transcurso de las jornadas se representa por las calles de la localidad el entierro del conde Martín Lafita, un juicio por brujería, un robo por el que el ladrón es llevado en un cepo por los soldados ante la Justicia, la ronda a la villa efectuada por los soldados de la guarnición.

### Estancias
Arquería, baqueta, campamento, era, granero, corral, iglesia, convento, abadía, bodega, taberna, mesón, botica, museo de la madera.

### Grupos sociales
Guerreros castellanos, caballeros, brujas, vagabundos, inquisición, nobleza, orden de Calatrava, jaima mudéjar.

### Personajes
Un ciego con su lazarillo recita sus coplas. Una cuentista engatusa a los niños. Saltimbanquis, bufones y músicos amenizan las calles.

### Otros

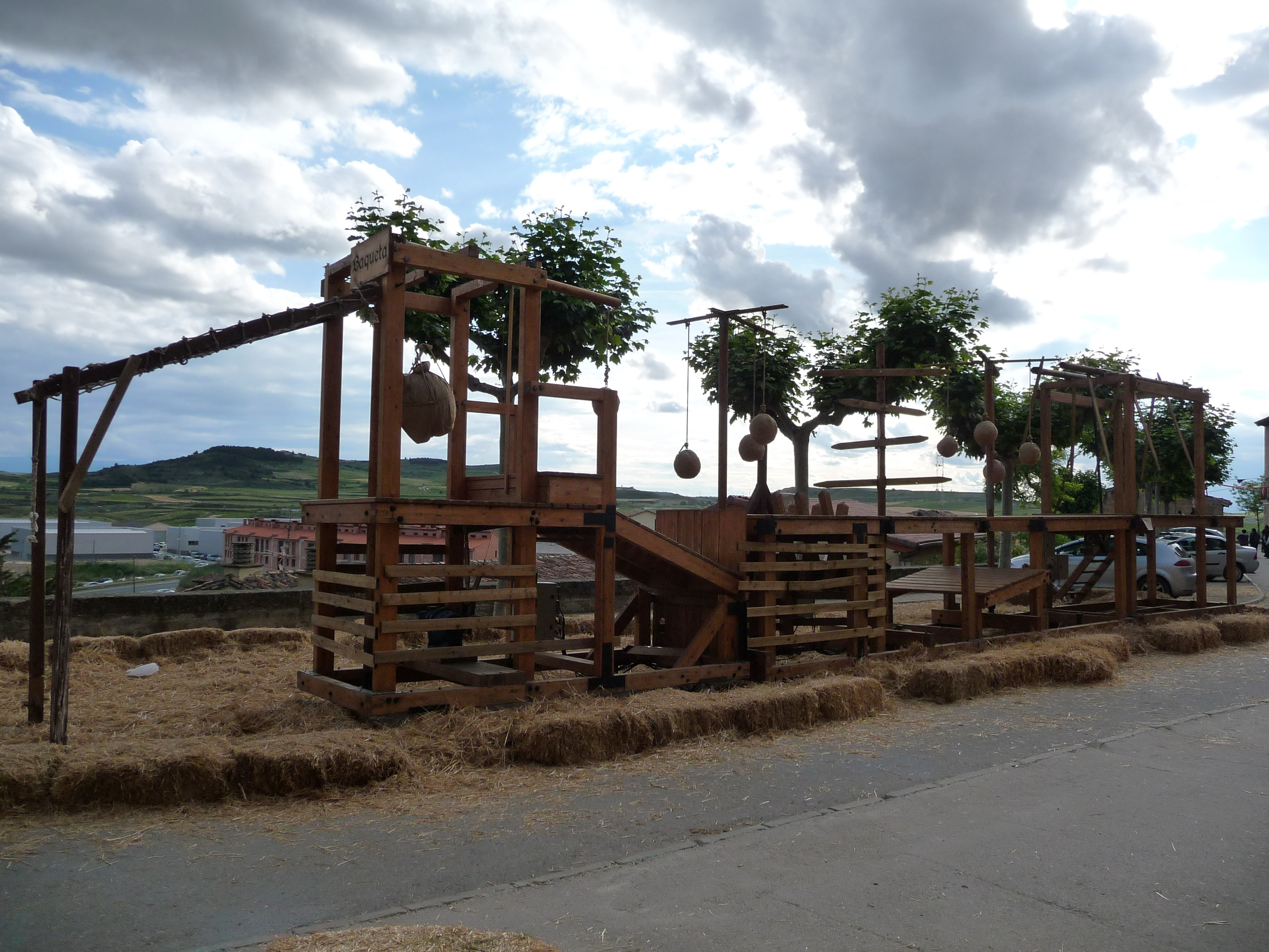
Baqueta medieval.

Papel trapo, cota de malla.

## Asociación
La asociación Briones Medieval, organizadora de estas jornadas, se convirtió el 25 de febrero de 2005, en la primera Asociación Cultural de España y, probablemente también, la primera de Europa, en obtener el Certificado de Registro de Empresa y la “Q” de calidad, así como el derecho de uso de la marca AENOR.